# جام کوچک
جام کوچک (به انگلیسی: Tin Cup) فیلمی محصول سال ۱۹۹۶ و به کارگردانی ران شلتون است. در این فیلم بازیگرانی همچون کوین کاستنر، رنه روسو، چیچ مارین، دان جانسون، لیندا هارت ایفای نقش کرده‌اند.